# Alexien Kouma
Alexien Kouma (* 8. Februar 2005) ist ein malischer Schwimmer.

## Sport
Kouma trat bei den Schwimmweltmeisterschaften 2024 in Doha an. Er nahm außerdem an den Olympischen Spielen 2024 in Paris teil. Dort schwamm er im Wettbewerb 100 m Brust mit einer Zeit von 56,34 s auf Rang 74.
Kouma lebt in Frankreich und nimmt seit 2014 auch an französischen Wettbewerben teil.